# Domenico Padovano
Domenico Padovano (Mola di Bari, 27 settembre 1940 – Mola di Bari, 10 maggio 2019) è stato un vescovo cattolico italiano.

## Biografia
È stato ordinato presbitero il 29 giugno 1965.
Ha conseguito la laurea in pedagogia presso l'Università degli studi di Bari.

### Ministero episcopale
È stato eletto vescovo titolare di Mazaca e vescovo ausiliare di Bari e Canosa il 30 settembre 1982. È stato ordinato vescovo il 24 ottobre 1982, consacrante l'arcivescovo Andrea Mariano Magrassi, O.S.B., co-consacranti l'arcivescovo Giuseppe Carata e l'arcivescovo Michele Mincuzzi.
Il 13 febbraio 1987 è stato nominato vescovo di Conversano-Monopoli, ruolo ricoperto fino al 5 febbraio 2016.
Ha organizzato la sua attività pastorale mediante dei piani pluriennali: il primo piano pastorale (1992-2000) ha condotto la diocesi verso il Giubileo del 2000 puntando essenzialmente sulla formazione cristiana. È seguito un periodo di riflessione e di verifica, anche attraverso la visita pastorale del 2002.
Il 29 giugno 2002 ha inaugurato il Museo diocesano di Monopoli.
Nel 2003 è stato varato il nuovo progetto pastorale (2003-2010) con il titolo "Prendi il largo". Questo piano si propone ambiziosamente di impostare una pastorale della santità e propone un'azione pastorale che ponga al centro la parrocchia e la domenica.
Il 10 febbraio 2007 ha indetto un'altra visita pastorale alla diocesi (2007-2009).
Nel 2010 è partito il nuovo progetto pastorale Urgenza dell'ora: Educare, basato sulla formazione e l'educazione dei giovani, delle famiglie, degli operatori pastorali e liturgici della diocesi.
È stato membro della Commissione episcopale per la cultura e le comunicazioni sociali e membro della Conferenza episcopale pugliese.
È morto il 10 maggio 2019; il solenne funerale si è svolto nella cattedrale di Conversano.

## Genealogia episcopale
La genealogia episcopale è:
- Cardinale Scipione Rebiba
- Cardinale Giulio Antonio Santori
- Cardinale Girolamo Bernerio, O.P.
- Arcivescovo Galeazzo Sanvitale
- Cardinale Ludovico Ludovisi
- Cardinale Luigi Caetani
- Cardinale Ulderico Carpegna
- Cardinale Paluzzo Paluzzi Altieri degli Albertoni
- Papa Benedetto XIII
- Papa Benedetto XIV
- Cardinale Enrico Enriquez
- Arcivescovo Manuel Quintano Bonifaz
- Cardinale Buenaventura Córdoba Espinosa de la Cerda
- Cardinale Giuseppe Maria Doria Pamphilj
- Papa Pio VIII
- Papa Pio IX
- Cardinale Alessandro Franchi
- Cardinale Giovanni Simeoni
- Cardinale Antonio Agliardi
- Cardinale Basilio Pompilj
- Cardinale Adeodato Piazza, O.C.D.
- Cardinale Sebastiano Baggio
- Arcivescovo Andrea Mariano Magrassi, O.S.B.
- Vescovo Domenico Padovano